# Татаро-Башкирская Советская Республика
Татаро-Башкирская Советская Республика — проект национальной автономии татар и башкир Поволжья, который предполагалось осуществить согласно решению Наркомнаца РСФСР от 22 марта 1918 года. Проект остался неосуществлённым в связи с Гражданской войной, а также по причине возникновения 20 марта 1919 года отдельной Башкирской АССР, в результате подписания Соглашения между Башкирским правительством и Советской властью.

## История

Схема Татаро-Башкирской Республики. 1918 год

Одним из активных сторонников создания Татаро-Башкирской Советской Республики был Мирсаид Султан-Галиев, который вёл активную агитацию за создание этого национального образования во время своих выступлений на Втором съезде коммунистических организаций народов Востока, а также в своих письмах В. И. Ленину. В одном из них Султан-Галиев пытался объяснить, что башкиры Уфимской, Пермской и Самарской губерний почти целиком выступают за создание Татаро-Башкирской республики. Однако, его точка зрения не получила поддержки.
Решение Второго Всероссийского съезда коммунистических организаций народов Востока было принято незначительным большинством голосов, поэтому ЦК РКП(б) решил рассмотреть вопрос об автономии татар и башкир на специальном заседании ЦК с участием группы делегатов съезда. Такое заседание состоялось 13 декабря 1919 года. В тот же день Политбюро ЦК РКП(б) приняло следующее постановление: «Ввиду того, что значительная часть Всероссийского съезда коммунистических организаций народов Востока, и в частности, все представители коммунистов Башкирии против создания Татаро-Башкирской республики, таковой не создавать и декрет Наркомнаца от 22 марта 1918 года о Татаро-Башкирской Советской республики отменить. Предложить членам партии не вести в дальнейшем агитацию за Татаро-Башкирскую республику» Таким образом, с лозунгом Татаро-Башкирской республики было покончено. На повестку дня встал вопрос о создании отдельной Татарской Автономной Советской Социалистической Республики. 27 мая 1920 года постановлением ВЦИК и Совнаркома РСФСР была провозглашена и с 25 июня 1920 года образована Татарская АССР.